# ブルーノ・ヒルデブラント
ブルーノ・ヒルデブラント（Bruno Hildebrand, 1812年3月6日 - 1878年1月29日）は初期歴史学派を代表するドイツの経済学者。古典派経済学とりわけデイヴィッド・リカードを厳しく批判した。

## 生涯
ナウムブルク（ザーレ）で生まれる。マールブルク大学経済学教授に在任中、ドイツ・オーストリア3月革命に連座したとして反逆罪で死刑を宣告されるも、チューリッヒ大学准教授を務めていたスイスに亡命し処刑は免れた。スイスでは北東鉄道を設立した功を買われ名誉市民の称号を与えられた。
その後、スイスのベルン大学教授を経てドイツに戻る。晩年はイェーナ大学教授を務めた。イェーナで死去。

## 業績
1948年に著書Economics of the Present and the Future（『現在と未来の経済学』）を発表。経済発展の法則を追究した本書では、経済発展が直線的ではあっても循環的ではないと述べられており、ヒルデブラントの発想が社会主義理論にも影響を与えることとなる。

## 家族
実子は彫刻家のアドルフ・フォン・ヒルデブラント。カトリック哲学者のディートリッヒ・フォン・ヒルデブラントは孫に当たる。